# Laura Chiesaová
Laura Chiesaová (* 5. srpna 1971 Moncalieri, Itálie) je bývalá italská sportovní šermířka, která se specializovala na šerm kordem. Itálii reprezentovala v devadesátých letech. Na olympijských hrách startovala v roce 1996 v soutěži jednotlivkyň a družstev. V roce 1994 získala titul mistryně světa v soutěži jednotlivkyň a v roce 1992 obsadila třetí místo na mistrovství Evropy v soutěži jednotlivkyň. S italským družstvem kordistek vybojovala na olympijských hrách 1996 stříbrnou olympijskou medaili. S družstvem kordistek dále vybojovala v roce 1989 druhé a v roce 1990 a 1992 třetí místo na mistrovství světa.